# Campo Olímpico de Tiro con Arco (Barcelona)
El Campo Olímpico de Tiro con Arco de Barcelona (en catalán, Camp Olímpic de Tir amb Arc) fue una instalación temporal para la celebración del torneo de tiro con arco de los XXV Juegos Olímpicos. Se encontraba en un solar sobre la Ronda de Dalt, al costado del Pabellón del Valle de Hebrón, en el distrito de Horta-Guinardó de la capital catalana. 
Fue el resultado de un concurso de proyectos que ganaron Enric Miralles y Carme Pinós.
El proyecto permanente consistió en la construcción de dos campos de fútbol y un campo de rugby y un área de servicios anexa, instalaciones que se conocen como la Ciudad deportiva Valle de Hebrón-Teixonera ().
Esta instalación se remodelará en el segundo trimestre de 2009 adecuándola a los usos actuales o a otros usos